# 圣克莱芒 (阿尔代什省)
圣克莱芒（法語：Saint-Clément，法語發音：[sɛ̃ klemɑ̃]）是法国阿尔代什省的一个市镇，属于罗讷河畔图尔农区。

## 地理
圣克莱芒（44°57'10"N, 4°15'54"E）面积19.55 平方千米，位于法国奥弗涅-罗讷-阿尔卑斯大区阿尔代什省，该省份为法国东南部内陆省份，北起顺时针与卢瓦尔省、伊泽尔省、德龙省、沃克吕兹省、加尔省、洛泽尔省和上盧瓦爾省接壤。
与圣克莱芒接壤的市镇（或旧市镇、城区）包括：沙内阿克、拉沙佩勒-苏沙内阿克、拉罗谢特、绍代罗勒、利尼翁河畔费、莱瓦斯特尔、圣于连丹特尔。

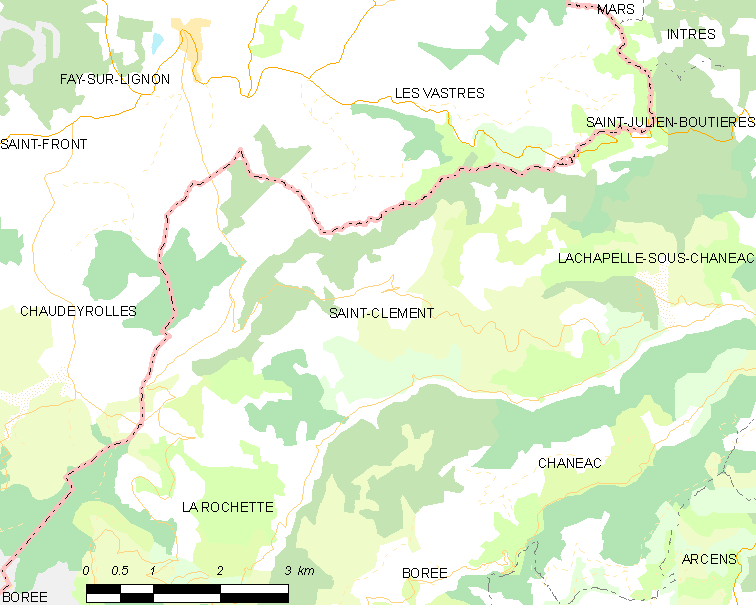
的OSM定位图

圣克莱芒的时区为UTC+01:00、UTC+02:00（夏令时）。

## 行政
圣克莱芒的邮政编码为07310，INSEE市镇编码为07226。

## 政治
圣克莱芒所属的省级选区为上埃里约县。

## 人口

1962-2008年间人口变化图示

圣克莱芒于2022年1月1日时的人口数量为93人。